# Viva a Revolução
Viva a Revolução é o primeiro EP da banda brasileira Capital Inicial, lançado em 22 de julho de 2014. Conta com participações do grupo de rap carioca ConeCrewDiretoria e Thiago Castanho, ex-guitarrista do Charlie Brown Jr..

## Antecedentes e produção
Apesar de ter músicas o suficiente para um álbum convencional, o trabalho é classificado como um EP, devido a sua curta duração. "Nosso desejo era fazer algo que fosse um ponto fora da curva. Percebemos que as novas gerações lidam com a música de forma diferente. Acreditamos que as pessoas vão se sentir mais atraídas por um formato mais conciso, que além de ter menos informação, ainda é mais barato", disse o vocalista Dinho Ouro Preto. Outra razão pela qual tal formato foi escolhido é que as canções compostas para o alinhamento eram poucas e abordavam um mesmo tema: as manifestações de julho. A inspiração de Dinho surgiu quando o mesmo foi as ruas no mês de julho de 2013, o período das manifestações. O título do EP é um chamado a mudança; "um chavão de esquerda, quase ligado à Revolução Cubana". Diferentemente do som abordado em seu último álbum, Saturno (2012), que possui maior evidência de guitarras elétricas e musicalidade mais pesada, a banda optou por mudar sua direção sonora, investindo em elementos folk. O grupo voltou a colaborar com o produtor Liminha, com o qual estreou no compacto Descendo o Rio Nilo (1985).

## Faixas
1. "Melhor do Que Ontem"
2. "Tarde Demais"
3. "Viva a Revolução" (feat. ConeCrewDiretoria)
4. "Não Tenho Nome"
5. "Bom Dia Mundo Cruel"
6. "Coração Vazio" (feat. Thiago Castanho)
7. "Viva a Revolução" (faixa bônus)